# Каистр
Каистр (др.-греч. Κάϋστρος) — в греческой мифологии речной бог. Храм героев Каистрия и Асия находился рядом с Нисой и местностью Лимон в Ионии.
Согласно Сервию, Ахилл влюбился в убитую им амазонку Пенфесилею, овладел ей, и она родила от него сына Каистра. По Павсанию, река Каистр — отец Эфеса, эпонима города. В Аскалоне Каистр взял в жены Деркето, у них родилась Семирамида (в других источниках отцом Семирамиды назван некий сириец).
В Илиаде (2:461) Каистром названа река, протекавшая в Лидии.